# Aglaia tenuicaulis
Aglaia tenuicaulis là một loài thực vật]] thuộc họ Meliaceae. Loài này có ở Brunei, Indonesia, Malaysia, Singapore, Thái Lan, và có thể cả Philippines.